# 陳敬然
陳敬然，MH（1982年12月13日—）前香港滑浪風帆選手，曾兩度奪得亞運會男子輕量級米氏板金牌，被傳媒譽為「風之子」稱號(風帆隊員則叫他做"阿英")，於2011年5月宣布退役，現職港隊滑浪風帆總教練。

## 運動生涯
陳敬然來自香港仔避風塘水上人家，兩歲上曾與鄰家小孩們玩耍時掉進水裡而遇溺，後來被叔父救回。早年就讀鴨脷洲街坊學校，在1999年畢業於香港仔浸信會呂明才書院。16歲便開始擔任全職運動員，2000年年僅18歲的陳敬然，於ISAF世界青少年帆船錦標賽，男子米氏板賽事中奪得季軍，開始受人注目。
2002年，首次代表香港參加亞運會，便於釜山亞運男子平底板輕量級賽事，奪得一面銅牌。並於同年香港傑出運動員選舉中，獲得「香港傑出新秀運動員」獎項。
2005年亞洲錦標賽，陳敬然參加男子米氏板比賽，勇奪冠軍，首次成為亞洲冠軍。
2006年世界錦標賽，陳敬然奪得男子米氏板亞軍。同年，再於多哈亞運男子米氏板輕量級賽事，勇奪金牌，亦是香港滑浪風帆選手在此屆亞運所贏得唯一的金牌。同年，首次當選香港傑出運動員。
2008年於奧運選拔賽力壓隊友何智豪，首次獲得代表香港參加奧運的資格，最終在北京奧運滑浪風帆男子RS:X組，獲得第6名成績。同年，第二度當選香港傑出運動員。
2009年12月，於香港舉行的東亞運動會滑浪風帆賽男子RS:X組，表現失準，只能獲得一面銅牌。其後於同月在汕頭舉行的亞洲錦標賽，力壓衛冕的隊友何智豪，繼2005年之後，再次贏得冠軍。
2010年，於廣州亞運男子米氏板賽事奪得金牌，連續兩屆亞運贏得金牌而回。同年，第三度當選香港傑出運動員。
2011年5月12日，陳敬然突然宣佈結束十多年運動員生涯，於6月開始參加香港體育學院的「精英教練工作體驗計劃」，並準備9月份入讀香港浸會大學體育及康樂管理學位課程，放棄參加2012年倫敦奧運。
2015年4月，陳敬然接掌退休的總教練艾培里為署理總教練，並於2016年7月帶領香港滑浪風帆隊出戰里約奧運。
2021年，繼續擔任總教練，領導香港隊出戰2020東京奧運。

## 家庭生活
陳敬然已婚育有一子，其父親陳熙是香港龍舟協會總教練及前香港龍舟代表隊女隊教練，也是一名資深的洪拳研究員。

## 主要成績
- 2000年 ISAF世界青少年帆船錦標賽 男子米氏板 – 季軍
- 2002年 釜山亞運平底板輕量級 - 銅牌
- 2005年 亞洲錦標賽 米氏板 - 冠軍
- 2006年 世界錦標賽 米氏板 - 亞軍
- 2006年 多哈亞運米氏板輕量級 - 金牌
- 2007年 全國錦標賽 - 季軍
- 2008年 北京奧運RS:X組 - 第6名
- 2009年 東亞運動會RS:X組 - 銅牌
- 2009年 亞洲錦標賽 – 冠軍
- 2010年 廣州亞運米氏板 - 金牌

## 個人榮譽
- 香港特區政府榮譽勳章（MH）（2007年）
- 香港傑出運動員選舉「香港傑出運動員」 三次（2006年、2008年、2010年）
- 香港傑出運動員選舉「香港傑出新秀運動員」 一次（2002年）

## 曾參與電視節目
- 亮相(無綫電視)(2008年)
- 大咕窿(無綫電視)(2009年)